# Греческий язык
Гре́ческий язы́к (самоназвание — Ελληνικά [eliniˈka], Ελληνική γλώσσα [eliniˈki ˈɣlɔsa]) — один из языков индоевропейской языковой семьи, государственный язык Греции и Республики Кипр (на 57,6% площади острова). Ныне является единственным представителем греческой группы, хотя иногда отдельными языками считаются его обособленные диалекты — цаконский, каппадокийский и понтийский языки, находящиеся на грани вымирания.
Письменная история греческого языка насчитывает около 3,5 тысяч лет; отдельные его периоды обычно также называются «языками» (см. микенский греческий, древнегреческий, византийский, новогреческий). Является древнеписьменным языком, письменность которого существует уже около 3000 лет.
Общее число считающих новогреческий язык родным — около 14 млн человек. Большинство из них по национальности — греки, хотя в Греции им также широко пользуется некоторое количество эллинизированных аромунов, мегленорумынов, цыган, албанцев (особенно арнаутов), славян, а также ряд мусульманских групп севера страны. Благодаря усилившимся экономическим связям Греции с другими балканскими странами, а также массовым миграциям в страну на протяжении последних двадцати лет, греческим языком владеет и некоторое количество населения соседних с Грецией стран. Особенно большую значимость он имеет в Албании: там греческий язык широко распространён на юге страны и в больших городах и является фактически рабочим языком в округах Гирокастра, Дельвина и Саранда. Как важный язык диаспоры, он используется среди греков Австралии, Канады и США. Общее число владеющих греческим как иностранным составляет от 3 до 5 миллионов человек. При этом для большинства греков-урумов, проживающих на территории СНГ, родным языком исторически являлся турецкий язык или другие тюркские диалекты.
На греческом языке на всех этапах его существования была создана богатейшая литература. В Римской империи знание греческого языка считалось обязательным для всякого образованного человека. В латинском языке присутствует большое количество греческих заимствований, а в греческом — значительное количество латинских и романских слов. В новое время древнегреческий язык стал (наряду с латинским) источником создания новых научных и технических терминов (так называемая «международная лексика»). В русский язык греческие слова проникали в основном двумя путями — через международную лексику и через церковнославянский язык.

## О названии
Русское прилагательное «греческий» образовано от существительного «грек», восходящего к праслав. *grьkъ, заимствованному из лат. graecus, которое, в свою очередь, было заимствовано из др.-греч. γραικός — названия одного из греческих племён.
Самоназвание языка — η ελληνική γλώσσα образовано от ελλην («эллин, грек»), не имеющего однозначной и убедительной этимологии.

## Вопросы классификации
Греческий язык составляет отдельную ветвь индоевропейской языковой семьи. Из древних языков наиболее близки греческому были древнемакедонский (некоторые лингвисты считают его диалектом греческого), армянский, учёные предполагают, что протоармянский язык был родственным греческому, а также фригийский, от которых, впрочем, осталось недостаточно памятников письменности, чтобы утверждать это наверняка. Среди прочих индоевропейских языков наиболее близки к греческому индоиранские языки.

## Лингвогеография

### Диалектное членение новогреческого языка
- малоазиатские диалекты, например, каппадокийский диалект, исчезнувший после 1923 года;
- кипрский диалект;
- критский диалект;
- южноиталийские диалекты греческого языка, также известные как итало-румейский язык, или грико;
- понтийский диалект, исторически распространённый в Южном Причерноморье, то есть на северном побережье Малой Азии, позднее в некоторых областях Северного и Восточного Причерноморья (на территории Российской империи и СССР; после 1922—1923 годов на территории Турции практически вытеснен турецким языком);
- цаконский диалект (Пелопоннес);
- северные диалекты.

Отдельно можно выделить:
- румейский язык — язык неотуреченной части греков Крыма и Приазовья (румеев), который часто ошибочно относят либо к северным, либо к понтийским диалектам;
- еврейско-греческий диалект, известный также как романиотский язык.

## Письменность
Греческий — один из древнейших письменных языков мира. Первые письменные памятники на греческом относятся к XIV—XII векам до н. э. и написаны слоговым крито-микенским письмом. Греческий алфавит, по-видимому, возник на основе финикийского письма, и первые памятники на нём относятся к VIII—VII векам до н. э. Наивысшего расцвета и максимального территориального распространения греческая письменность достигла в эпоху поздней Римской империи, а также во времена ранней Византийской империи, постепенно приходя в упадок к XV веку, после захвата турками столицы империи Константинополя. В Османской империи наблюдается смешение языковых, религиозных и этнокультурных установок населения в регионах смешанного проживания, особенно во Фракии и Анатолии. Так, грекоязычные мусульмане Фракии часто писали по-гречески арабскими буквами; в то же время отуреченные христиане Анатолии писали по-турецки греческими буквами. Греко-турецкий обмен населением 1922—1923 годов положил этому конец.

### Пунктуация
Большинство знаков препинания в греческом языке такие же, как и в русском. Однако ещё со времён древнегреческого языка в качестве вопросительного знака используется точка с запятой (;), а в качестве точки с запятой — точка вверху строки (·), причём в древнегреческом языке этот знак использовался и в качестве двоеточия.

## История языка
Историю греческого языка делят на три периода:
- древнегреческий язык (XIV век до н. э. — IV век н. э.);
  - архаический период (XIV век до н. э. — VIII век до н. э.);
  - классический период (VIII век до н. э. — IV век до н. э.);
  - эллинистический период (IV век до н. э. — I век до н. э.) — в этот период сложилось древнегреческое койне;
  - позднегреческий период (I—IV века н. э.);
- византийский язык (среднегреческий язык, V—XV века) — язык греческого и эллинизированного населения Византийской империи; многие неоэллинисты выступают против этого термина в связи с выраженной неоднородностью языка в этот период и предлагают говорить о сосуществовании раннего новогреческого и древнегреческого;
- новогреческий язык (с XV века) — язык греческого и эллинизированного населения, проживавшего в поздней Византии, Османской империи, и, наконец, современный письменный, разговорный и официальный язык независимых Греции и Кипра, а также институтов Европейского союза. Новогреческое койне сложилось в XVIII—XIX веках. В его основу легли южные диалекты. Новогреческий язык входит в так называемый «Балканский языковой союз»[18].

Древнегреческий язык распадался на много диалектов. Принято выделять четыре диалектные группы: восточную (ионийский, аттический диалекты), западную (дорийский), аркадо-кипрскую (южноахейскую) и эолийскую (северноахейскую). На основе аттического диалекта в более позднюю, эллинистическую эпоху (после походов Александра Македонского) сложился общегреческий язык — так называемое «койне» (κοινή), который стал разговорным и административным языком на широких территориях восточного Средиземноморья. К койне восходят почти все современные греческие диалекты. Исключение составляет изолированный цаконийский (цаконский) диалект, или язык (τσακωνικά), который традиционно возводится к древнему дорийскому диалекту.
Грамматический строй древнегреческого отличался значительной сложностью, три основных типа склонения имён существительных, пять падежей, несколько типов спряжений глаголов, сильно развитая система глагольных времён, характерно большое число местоимений, предлогов и частиц.
В XIX и XX столетиях в Греции существовала так называемая «диглоссия», то есть было два языковых варианта: кафаре́вуса (καθαρεύουσα), ориентированный на греческую литературную традицию и следовавший древнегреческим нормам письма, но с современным произношением, и возникшая в XIX веке димо́тика (δημοτική). С 1976 года официальным языком является димотика (с некоторыми элементами кафаревусы).
До 1982 года на письме использовалась богатая политоническая система диакритики — три типа ударения (острое, тупое, облечённое) и два типа придыхания (тонкое псили и густое дасия), а также символ-разделитель диерезис или трема́ (¨). В устной речи нет придыханий и не различаются типы ударения, поэтому с 1982 года официально применяется монотоническая система с одним знаком ударения и диерезисом.

## Лингвистическая характеристика

### Фонетика

#### Гласные
|         | Передние | Средние | Задние |
| ------- | -------- | ------- | ------ |
| Верхние | i        |         | u      |
| Средние | e        |         | o      |
| Нижние  |          | a       |        |

#### Согласные
|                          | Губные | Межзубные | Альвеолярные | Палатальные | Велярные |
| ------------------------ | ------ | --------- | ------------ | ----------- | -------- |
| Носовые                  | m      |           | n            | ɲ           | ŋ        |
| Взрывные                 | p b    |           | t d          | c           | k g      |
| Фрикативы                | f v    | θ ð       | s z          | ç ʝ         | x ɣ      |
| Аффрикаты                |        |           | t͡s d͡z        |             |          |
| Одноударные              |        |           | ɾ            |             |          |
| Латеральные аппроксиматы |        |           | l            | ʎ           |          |

### Морфология

#### Существительное

##### Артикль
Существительные в греческом языке имеют категорию определённости, выражаемую артиклями. Употребление определённого артикля намного шире, чем, например, в английском или немецком языках. Так, определённый артикль в греческом языке часто сопровождает имена людей. Неопределённый артикль совпадает с числительным «один» и склоняется так же.
Склонение неопределённого артикля:
| Падеж        | единственное число | единственное число | единственное число |
| Падеж        | муж. р.            | жен. р.            | ср. р.             |
| ------------ | ------------------ | ------------------ | ------------------ |
| Именительный | ένας               | μία (μια)          | ένα                |
| Родительный  | ενός               | μιας               | ενός               |
| Винительный  | ένα(ν)             | μία (μια)          | ένα                |

Склонение определённого артикля:
| Падеж        | единственное число | единственное число | единственное число | множественное число | множественное число | множественное число |
| Падеж        | муж. р.            | жен. р.            | ср. р.             | муж. р.             | жен. р.             | ср. р.              |
| ------------ | ------------------ | ------------------ | ------------------ | ------------------- | ------------------- | ------------------- |
| Именительный | ο                  | η                  | το                 | οι                  | οι                  | τα                  |
| Родительный  | του                | της                | του                | των                 | των                 | των                 |
| Винительный  | το(ν)              | τη(ν)              | το                 | τους                | τις                 | τα                  |

В звательном падеже артикли не употребляются.

##### Род
Существительное в новогреческом языке принадлежит к одному из трёх грамматических родов (мужскому, женскому и среднему) и изменяется по числам и падежам. Чисел два — единственное и множественное. Падежей четыре — именительный, родительно-дательный (подробнее см. ниже), винительный и звательный.

###### Мужской род
| Падеж        | Единственное число | Единственное число | Единственное число | Множественное число | Множественное число | Множественное число |
| ------------ | ------------------ | ------------------ | ------------------ | ------------------- | ------------------- | ------------------- |
| Именительный | ο πατέρας          | ο μαθητής          | ο ώμος             | οι πατέρες          | οι μαθητές          | οι ώμοι             |
| Родительный  | του πατέρα         | του μαθητή         | του ώμου           | των πατέρων         | των μαθητών         | των ώμων            |
| Винительный  | τον πατέρα         | τον μαθητή         | τον ώμο            | τους πατέρες        | τους μαθητές        | τους ώμους          |
| Звательный   | πατέρα!            | μαθητή/-ά!         | ώμε!               | πατέρες!            | μαθητές!            | ώμοι!               |

###### Женский род
| Падеж        | Единственное число | Единственное число | Единственное число | Множественное число | Множественное число | Множественное число |
| ------------ | ------------------ | ------------------ | ------------------ | ------------------- | ------------------- | ------------------- |
| Именительный | η ώρα              | η κόρη             | η οδός             | οι ώρες             | οι κόρες            | οι οδοί             |
| Родительный  | της ώρας           | της κόρης          | της οδού           | των ωρών            | των κορών           | των οδών            |
| Винительный  | την ώρα            | την κόρη           | την οδό            | τις ώρες            | τις κόρες           | τους οδούς          |
| Звательный   | ώρα!               | κόρη!              | οδό!               | ώρες!               | κόρες!              | οδοί!               |

###### Средний род
| Падеж                     | Единственное число | Единственное число | Единственное число | Множественное число | Множественное число | Множественное число |
| ------------------------- | ------------------ | ------------------ | ------------------ | ------------------- | ------------------- | ------------------- |
| Именительный, винительный | το ρούχο           | το παιδί           | το σώμα            | τα ρούχα            | τα παιδιά           | τα σώματα           |
| Родительный               | του ρούχου         | του παιδιού        | του σώματος        | των ρούχων          | των παιδιών         | των σωμάτων         |
| Звательный                | ρούχο!             | παιδί!             | σώμα!              | ρούχα!              | παιδιά!             | σώματα!             |

##### О родительно-дательном падеже
Как и во многих других языках балканского ареала, значения родительного и дательного падежей в новогреческом языке смешались (в форме старого родительного падежа). Таким образом, в значении старого дательного падежа употребляется форма родительного падежа или предлог σε c винительным падежом артикля и существительного.
Например, высказывание «я даю книгу девушке» может звучать как δίνω το βιβλίο της κοπέλας со склонёнными в родительном падеже артиклем и существительным, но более распространён вариант δίνω το βιβλίο στην κοπέλα, где склонённое в винительном падеже существительное предваряется конструкцией στην из предлога σε и склонённого в винительном падеже артикля την.

#### Глагол
Для греческого глагола свойственно взаимодействие между категориями вида, времени и наклонения, с образованием множества форм — как флективных, так и аналитических.
Каждый глагол имеет две основы — совершенного и несовершенного вида. В первом каждый раз в корне чередуется последняя буква (буквы). Третий вид — перфект — образуется через основу совершенного вида и окончание 3 лица единственного числа и вспомогательный глагол έχω («иметь»). В глаголе различается прошедшее время и непрошедшее; из последнего частицей θα образуется аналитическое будущее. Если считать времена вместе с видами, то в греческом языке 8 времён, из которых 1 настоящее, 4 прошедших и 3 будущих. Кроме изъявительного наклонения, существуют повелительное и зависимое (субъюнктив). Последнее выражает предполагаемые, возможные или желаемые действия. Значения, которые в русском и английском языках выражаются инфинитивом, в греческом передаются субъюнктивом, например, «я хочу играть» переводится на греческий как θέλω να παίζω — буквально «хочу чтобы играю», где να — частица зависимого наклонения, а παίζω — форма зависимого наклонения несовершенного вида (совпадает с изъявительным наклонением). Подлинного инфинитива в новогреческом языке нет, так называемое απαρέμφατο применяется только для образования перфекта.
Греческий глагол, как и русский, спрягается по двум числам и трём лицам. Наконец, для него свойственна категория залога — действительного и страдательного. Большинство переходных глаголов действительного залога регулярно образуют формы страдательного, например χτίζω («строить») → χτίζομαι («строиться»).
Существует также ограниченный набор причастий, в том числе неизменяемые причастия настоящего времени действительного залога, которые подобны русским деепричастиям.